# شهلا توکلی
فاطمه (شهلا) توکلی (۵ آذر ۱۳۲۵ – ۲۷ خرداد ۱۳۹۳ در ساری) در تاریخ ۱۲ آبان ۱۳۴۵ با غلامرضا تختی ازدواج کرد. حاصل این ازدواج پسری به نام بابک بود که در ۱۱ شهریور ۱۳۴۶ به دنیا آمد. بابک تختی در حال حاضر ناشر و نویسنده است. شهلا توکلی در تاریخ ۲۷ خرداد ۱۳۹۳ در بیمارستان ایرانمهر تهران بر اثر ابتلا به بیماری سرطان درگذشت.